# Isabel Pell
Isabel Townsend Pell née le 28 septembre 1900 et morte le 5 juin 1951, est une mondaine et socialite américaine, personnalité lesbienne. Elle est connue pour avoir combattu avec la Résistance française durant la Seconde Guerre mondiale.

## Biographie

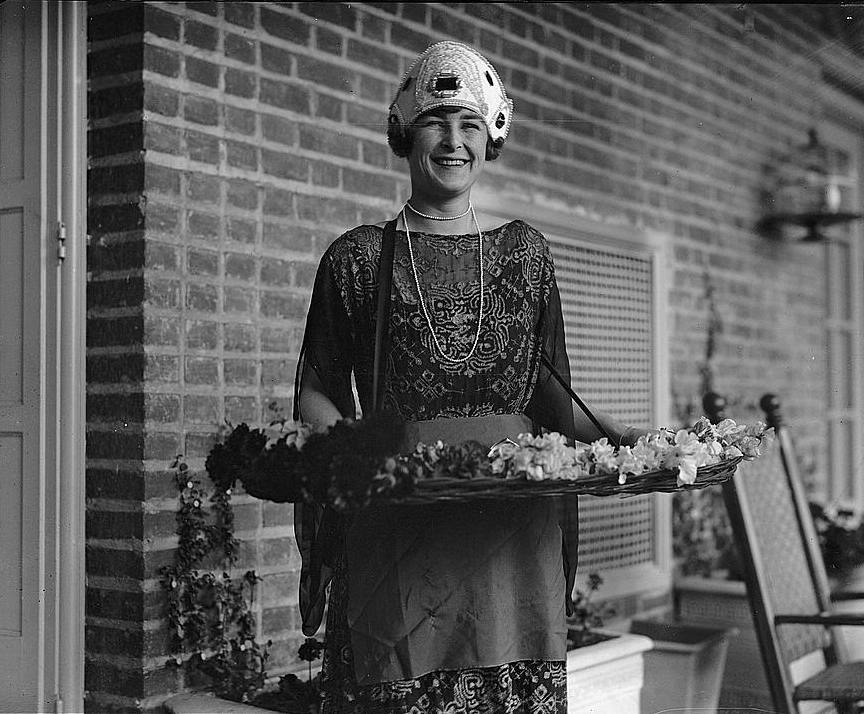
La mère d'Isabel Pell le 10 avril 1923, don de Herbert A. French, 1947, National Photo Company Collection (Librarie du Congrès) Repository.

Isabel Pell est née le 28 septembre 1900. Ses parents sont Isabel Audrey Townsend et S. Osgood Pell, un administrateur de biens. Le mariage est suffisamment important pour être reporté dans le New York Times de l'époque, mais ne dure pas : à 19 ans Isabel Townsend demande le divorce et part avec sa fille. Elle se remarie à deux reprises, la deuxième fois avec John Cotton Smith, le descendant du politicien John Cotton Smith.
S. Osgood Pell meurt dans un accident de voiture le 3 août 1913, quand un train de la voie ferrée de Long Island entre en collision avec sa voiture à un croisement. Isabel Townsend entreprend de demander en justice des dommages et intérêts à hauteur de 250 000 $, mais elle et sa fille sont laissées sans ressources financières. Pell est recueillie par son oncle paternel Stephen Hyatt Pell (1874–1950) ; elle est élevée à Fort Ticonderoga, dans la maison familiale à Lake Champlain, maintenant repertorié dans le registre national des lieux historiques des États-Unis et un National Historic Landmark« FOUR WATCHED PELL SPEEDING TO DEATH; Witnesses Describe How They Foresaw Auto Would Be Hit at Crossing. ASSERT TRAIN WAS LIGHTED Some Say They Heard Whistle Blown, but Others Are Not Sure – Trial Nearing End. », The New York Times,‎ 22 juin 1915 (lire en ligne, consulté le 1er août 2017). Son oncle est le joueur de tennis Theodore Pell.
Pell fréquente l'école Holton-Arms School à Bethesda, dans le Maryland, et ensuite l'école Spence School à New York. Elle fait ses débuts en 1920 au Piping Rock Club, et est connue comme une cavalière chevronnée à Long Island et en Virginie. Elle est surnommée "Pelly" et admirée par ses contemporains pour son franc parler et ses capacités sportives.
En 1921, Pell débute dans un magasin de robes, une position qui est considérée à l'époque comme indigne de son statut social. En 1922 elle abandonne son poste pour débuter en tant qu'actrice, jouant un rôle mineur dans Fools Errant au théâtre Maxime Elliott.
En 1930, Pell travaille pour la société Pell and MacMillen à New York. Elle collabore avec Lois Long, écrivain de mode, et Elsie de Wolfe, décoratrice d'intérieur.

## Engagements
En France durant la Seconde Guerre mondiale, Pell prend le nom de "Fredericka" et rejoint le maquis. Elle déménage à la montagne et sert durant quatre années jusqu'en septembre 1944. Elle est connue comme "la fille avec la mèche blonde",. Pell est capturée par des soldats italiens et internée à Puget-Théniers. Elle continue néanmoins à faire parvenir des informations à la Résistance durant ses promenades quotidiennes au camp. Relâchée, elle se déguise en paysanne et se rend dans une forêt de montagne avec son amante, la Marquise Claire Charles-Roux De Forbin (1908–1992). En 1944, Pell sauve un contingent de soldats américains entourés d'ennemis à Tanaron, une petite ville française. Pell, arborant le badge de la France libre, sortit de sa cachette pour les mener en lieu sûr,.

## Vie privée

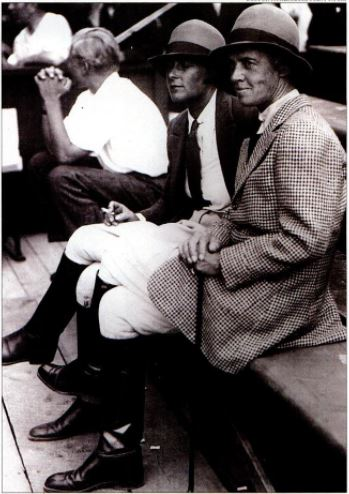
Eleonora Sears (à droite) durant un tournoi de tennis avec Isabel Pell dans les années 1920.

En février 1924, Pell est fiancée brièvement à R. Lorenzo Thomson. Le mariage supposé du 3 juin 1924 n'a en fait jamais eu lieu.
Ses photos montrent Pell pratiquant des sports seule ou avec des héritières célèbres, comme Margarett Sargent (1892–1978) et Eleonora Sears (1881–1968), que la rumeur présente comme ses amantes. Sargent dit qu'Isabelle est « belle, merveilleusement belle ». Pell rend visite à Sargent dans sa propriété à Prides Crossing, Beverly, Massachusetts et connait bien son mari Quincy Adams Shaw McKean (1891–1971) et ses enfants, qui l'appellent « cousine Pell »,.
En 1933 Pell et la femme de Henry T. Fleitmann, un partenaire de la De Witt, Fleitmann & Company, sont sauvées après le crash aérien dans la mer d'un vol entre Copenhague et Falkenberg. Elles sont récupérées par un navire de fret allemand et emmenées indemnes à Copenhague.
Pell devient l'amie d'Eva Le Gallienne.

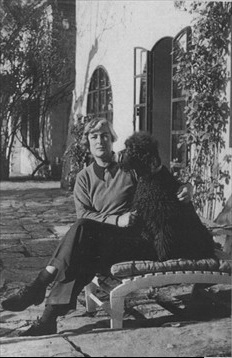
Isabel et son chien Heine, en France.

Pell a une aventure avec Renée Prahar, une sculptrice et actrice américaine d'origine bohémienne. Elle est obligée de quitter New York après que sa liaison avec une soprano du Metropolitan Opera soit révélée. Pell déménage à Paris, rejoignant d'autres héritières excentriques qui cherchaient à se libérer de leur cage dorée. Esther Murphy, la jeune sœur de Gerald Murphy, raconte comment Pell, avec Natalie Clifford Barney, infiltre un couvent du XIIIe siècle pour rencontrer Alice Robinson.
En France, Pell commence une relation amoureuse avec Claire Charles-Roux, Marquise De Forbin. La Marquise naît à Avignon mais grandit au Maroc. Pell et la marquise déménagent à Auribeau-sur-Siagne. Durant l'occupation de la France en 1940, elles rejoignent toutes deux la résistance française et ensuite la 1st Airborne Task Force (Allied) dirigée par le  Major General Robert T. Frederick, qui dit : « je crois qu'elle est venue ici parce qu'elle voulait un uniforme. Et bien nous lui dîmes que nous n'avions pas d'uniforme de femme. »
Pell devient une attachée de la task force civile de l'armée américaine et assure la communication entre forces françaises et américaines.
Pell est une amie proche de Mercedes de Acosta. Après la guerre, De Acosta lui rend visite en France et entame une relation avec la compagne de Pell, Claire de Forbin.
De retour à New-York après la guerre, Pell vit au 30 East End Avenue. Elle meurt à l'âge de 51 ans durant un dîner avec son amie Anne Andrews au restaurant La Reine, situé au 139 East 52nd Street.

## Distinctions
- Chevalier de la Légion d'honneur[Quand ?] en raison de ses activités dans la Résistance[21].
- Médaille de la Résistance française (décret du 23 octobre 1945)[22]

## Hommages et distinction

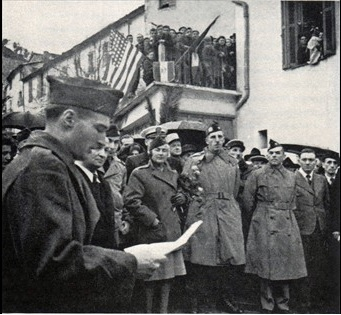
Le 28 novembre 1944, Joseph W. Welsh lit la proclamation renommant la place à Puget-Théniers en présence d'Isabel Pell.

À la fin de la guerre, la place de Puget-Théniers est renommée en son honneur.
We Used to Own the Bronx: Memoirs of a Former Debutante est un mémoire rédigé par Eve Pell, reporter à San Francisco.